# Hannocourt

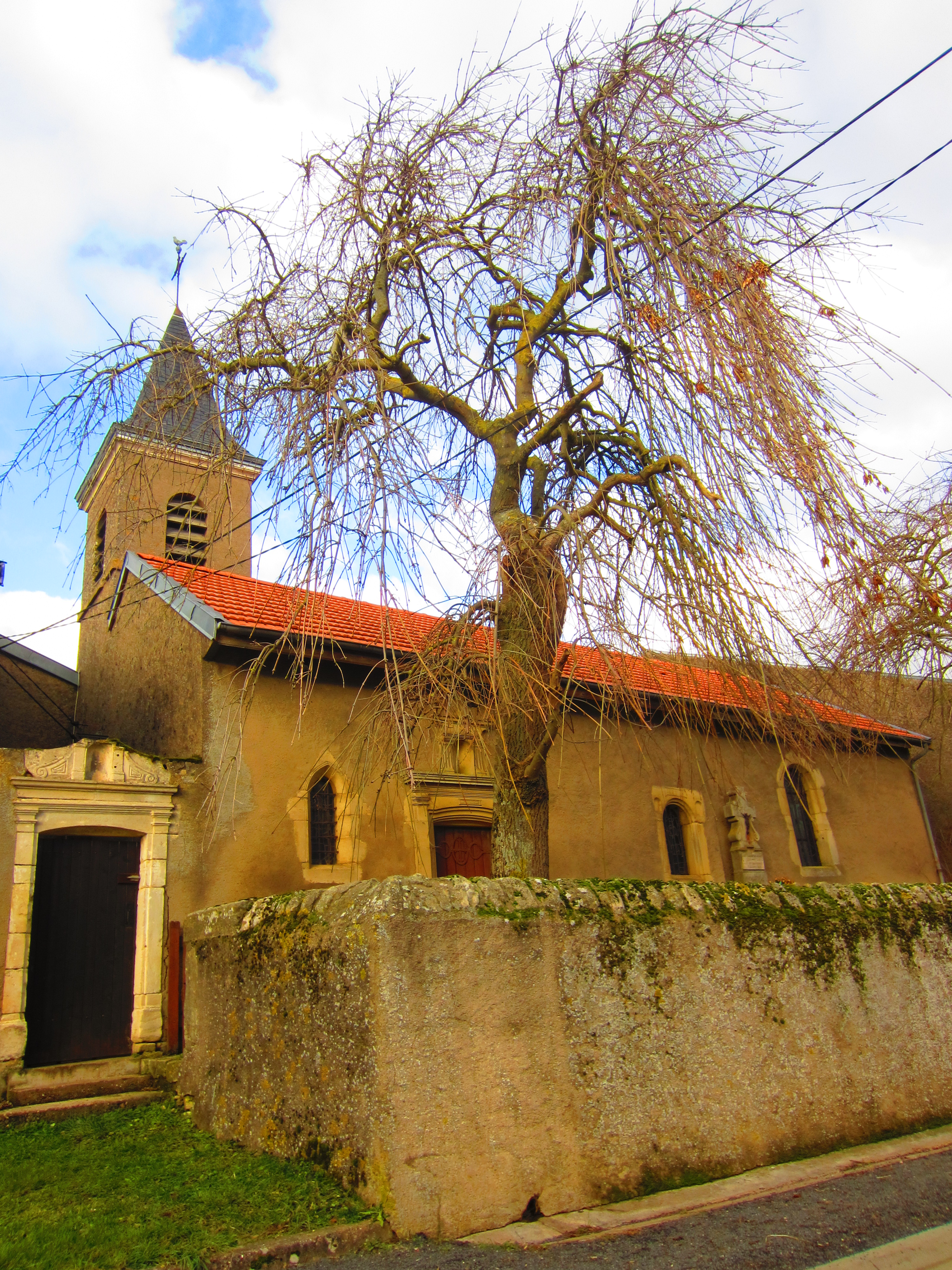
Kirche St. Michael

Hannocourt ist eine französische Gemeinde im Département Moselle in der Region Grand Est (bis 2015 Lothringen). Sie gehört zum Arrondissement Sarrebourg-Château-Salins. Mit 15 Einwohnern (Stand 1. Januar 2022) ist Hannocourt die viertkleinste der 725 Gemeinden des Départements Moselle (Stand 2019). 

## Geographie
Die Gemeinde Hannocourt liegt in Lothringen im Saulnois (Dalzgau), etwa 35 Kilometer südöstlich von Metz, 18 Kilometer nordwestlich von Château-Salins und vier Kilometer nordöstlich von Delme, am Grenzbach, auf einer Höhe zwischen 231 und 270 m über dem Meeresspiegel. Das Gemeindegebiet umfasst 4,23 km².

## Geschichte
Der Ort gehörte früher zur Grafschaft Bar und war Teil der Salmschen Baronie Viviers. 936 besaß die Äbtissin von Remiremont (Abtei Reimersberg) die Hälfte von Hannocourt, und 1121 war die Abtei Glandern in Longeville hier begütert. Die Ortschaft wurde 1661 von Frankreich annektiert. Um 1802 war Hannocourt noch Weiler.
Durch den Frankfurter Frieden vom 10. Mai 1871 kam die Region an das deutsche Reichsland Elsaß-Lothringen, und das Dorf wurde dem Kreis Château-Salins im Bezirk Lothringen zugeordnet. Die Dorfbewohner betrieben Getreide-, Obst- und Gemüsebau.
Nach dem Ersten Weltkrieg musste die Region aufgrund der Bestimmungen des Versailler Vertrags 1919 an Frankreich abgetreten werden. Im Zweiten Weltkrieg war die Region von der deutschen Wehrmacht besetzt.
Das Dorf trug 1915–1919  und 1940–1944 den eingedeutschten Namen Handorf.

### Bevölkerungsentwicklung
| Jahr      | 1962 | 1968 | 1975 | 1982 | 1990 | 1999 | 2007 | 2019 |
| Einwohner | 29   | 22   | 22   | 16   | 17   | 19   | 14   | 20   |